# Liebermannacris
Liebermannacris is een geslacht van rechtvleugeligen uit de familie veldsprinkhanen (Acrididae). De wetenschappelijke naam van dit geslacht is voor het eerst geldig gepubliceerd in 2006 door Matiotti da Costa & Silva Carvalho.

## Soorten
Het geslacht Liebermannacris omvat de volgende soorten:
- Liebermannacris dorsualis Giglio-Tos, 1898
- Liebermannacris punctifrons Stål, 1878